# 萊克維尤 (密西西比州)
萊克維尤（英語：Lakeview）是位於美國密西西比州德索托縣的普查規定居民點。

## 歷史
萊克維尤的郵局於1885年設立，其後於1932年停運。

## 人口
根據2020年美國人口普查的數據，萊克維尤的面積為0.66平方千米，當中陸地面積為0.53平方千米，而水域面積為0.13平方千米。當地共有人口299人，而人口密度為每平方千米453.03人。